# Lovenia triforis
Lovenia triforis is een zee-egel uit de familie Loveniidae.
De wetenschappelijke naam van de soort werd in 1914 gepubliceerd door René Koehler.